# بني عزيز
بني عزيز ب الامازيغية ath aziz ب التيفيناغ ⴰⵜ ⴰⵣⵉⵣ هي بلدية جزائرية تتبع إداريًا لولاية سطيف وهي مقر دائرة بني عزيز، كانت تسمى بشيفرول chevroul في الفترة الاستعمارية وبعد الاستقلال بإكجان او اينيكجان ثم بني عزيز وتبعد عن مقر الولاية سطيف ب60 كلم وعن الجزائر العاصمة 330كلم.

## الموقع
توجد بلدية بني عزيز ضمن ولاية سطيف تحدها شمالا بلدية اراقن وشرقا بلدية عين السبت وغربا بلدية سرج الغول وجنوبا بلديتا معاوية والدهامشة، وتعد بني عزيز من البلديات الحدودية لولاية سطيف شمالا مع ولاية جيجل.
يقدر ارتفاع بلدية بني عزيز عن سطح البحر بحوالي 750 م، وتتواجد البلدية في منطقة جبلية وعرة ضمن سلسلة جبال الأطلس التلي.

## تاريخ
تحتضن منطقة بني عزيز منطقة ذات رصيد التاريخي، والتي توجد على بعد أقل من 7 كلم من مركز دائرة بني عزيز الموقع الأثري لـ «إيقجان» أو «إيكجان»، الذي يضم العديد من الطبقات التي تشهد على حقب مختلفة عرفت مرور حضارات هامة فينيقية ونوميدية ورومانية وإسلامية وغيرها. وفي ثنايا هذه المنطقة انطلقت إرهاصات الدولة الفاطمية مع نهاية القرن التاسع الميلادي، بعدما استفادت بدعم البربر الكتاميين. مكث أبو عبد الله الشيعي في قلعةٍ صغيرةٍ يُقالُ لها «إيكجان» تقعُ في فج الأخيار قُرب قسنطينة وتُقيمُ بها قبيلة سكتان البربريَّة،  وأخذ يعمل على دعوة الناس إلى اعتناق المذهب الإسماعيلي، فأحرز نجاحًا كبيرًا وتخطَّت شهرته حدود إيكجان، رُغم مُعارضة بعض زُعماء القبائل الذين خشوا على سُلطانهم ونُفوذهم. ومع اتساع نطاق الدعوة وتكاثر عدد المُنضوين إليها، كان من الطبيعي أن تتولَّد ردود فعلٍ عنيفة لدى بعض أصحاب السُلطان في بلاد البربر ولدى صاحب إفريقية. وعند هذه المرحلة بلغت مُهمَّة الداعي أبي عبد الله الروحيَّة ذُروة الحسم، وأصبحت مقرونة بمُهمَّة دُنيويَّة خالصة، ذلك أنَّهُ لم يعد فحسب الزعيم الديني للمجموعة التي اجتهد في تكوينها في إيكجان، بل أصبح على أهبة التحوّل إلى زعيمٍ سياسيٍّ يسعى إلى بعث حركةٍ ثوريَّةٍ في إفريقية ضدَّ السُلطة الأغلبيَّة.

### قلعة ايكجان
توجد قلعة إيكجان، بمنطقة بني عزيز وقد كانت هذه المنطقة، مهدا لقيام الدولة الفاطمية إحدى أكبر الدول في التاريخ الإسلامي، كانت تسكن بها قبيلة «بني سكتان»، إحدى فروع القبيلة الكبرى «كتامة» وهي أقوى القبائل البربرية وأشدها شوكة وأطولها باعا.
توجد هذه القلعة في مكان جبلي وعر بـ «الحجارة»، وتحيط بها جبال أخرى وهي، جبل سيدي ميمون، وجبل سيدي صالح، وجبل بابور، كذلك توجد بها ينابيع كثيرة، منها عين أقارو، وتمتد من بابور وتتغذى بها حاليا مدينة بني عزيز، وعين المكمن، وتوجد هذه العين (الينبوع) في أسفل القلعة، وهي دائمة الجريان. إن الطرق التي تؤدي إلى القلعة أكثرها طرق ضيقة، أو فجوج، تلاءمت وفترة الدعوة السرية للعبيديين (الفاطميين).

## المرافق

### المنشآت الصحية
يوجد ببني عزيز:
- مؤسسة استشفائية عمومية ب60 سرير من أهم مرافقها استعجالات طيبة وعيادة ولادة وقسم جراحة......الخ.
- عيادة متعددة الخدمات بني عزيز من أهم مرافقها استعجالات طبية الفحص الطبي العام كي داخلي...الخ.
- مركز طبي البحباحة من أهم مرافقه الفحص الطبي العام.
- مركز طبي القراية الفلاحية (الطريق بورديم) فحص طبي عام.
- مركز طبي اولاد الحاج فحص طبي عام.

### مساجد البلدية
- مسجد المركزي ابن باديس بني عزيز مركز
- مسجدعثمان بن عفان الجلادات بني عزيز مركز.
- مسجد عمر بن الخطاب حي المجاهدين بني عزيز مركز.
- مسجد 8 ماي 1945 الحجار بني عزيز مركز.
- مسجد الفرقان حي البحباحة.
- مسجد القرية الفلاحية الطريق بورديم.
- مسجد خالد بن الوليد امزاورو.
- مسجد اولاد الحاج.
- مسجد شعبة الزكار.
- مسجد تاقصرينت.
- مسجد التقوى تايراوت.
- مسجد اولاد باديس.

### المنشآت الرياضية
يوجد ببني عزيز ملعب بلدي (عبد الله دغموم) معشوشب اصطناعيا.
أهم الملاعب الجوارية ملعب القراية الفلاحية ملعب الحجار ملعب اولاد الحاج ملعب البحباحة ملعب جواري بني عزيز كلها معشوشبة اصطناعيا والبقية ضمن مشروع.
ومشروع قاعة متعددة الرياضات ومسبح بلدي ضمن الاشغال.

### منشآت التعليم
يوجد أكثر من 10 مدارس ابتدائية ضمن البلدية
يوجد 3 متوسطات اثنان في مركز المدينة واخرى في حي البحباحة
وتوجد ثانوية وهي ثانوية بوڨندورة شريف مركز المدينة

### المنشآت الادارية والامنية
توجد ببني عزيز فرع محكمة
وفرع فلاحي
فرع سيال للمياه
بريد بني عزيز
فرقة اقليمية للدرك الوطني بني عزيز
امن الدائرة بني عزيز

## الرياضة
يوجد ببني عزيز فريق رياضي لكرة القدم (نادي امال شبيبة بني عزيز ACBA) تأسس سنة 1988 وهو النادي الشعبي لبني عزيز.
يوجد فريق كرة الطائرة (مجد بني عزيز لكرة الطائرة MBA)تأسس سنة 2015.

## أعلام
- عبد المالك بن حبيلس
- دنيا السطايفية